# Schnappi

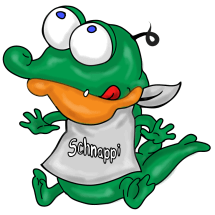
Schnappi

Schnappi das kleine Krokodil (Snappy, el pequeño cocodrilo) es un personaje de dibujos animados originario del programa infantil alemán Die Sendung mit der Maus (El espectáculo del ratón). La canción introductoria de la caricatura, "Schnappi, das kleine Krokodil", se convirtió en un éxito en Internet antes de alcanzar el número 1 en la lista de singles alemanes en enero de 2005 y también en otros países europeos, encabezando las listas de singles en Austria, Bélgica, Países Bajos, Noruega, Suecia y Suiza.

## Antecedentes
Schnappi fue un personaje único en un popular programa de televisión infantil alemán animado llamado Die Sendung mit der Maus (El espectáculo con el ratón). En el episodio en el que aparece Schnappi, se ve a Schnappi cantando una canción sobre la vida en Egipto utilizando un lenguaje sencillo en alemán.
Joy Gruttmann (quien canta la canción) es sobrina de la compositora Iris Gruttmann, y desde 1999 ha cantado canciones infantiles para la transmisión infantil de ARD Die Sendung mit der Maus. En febrero de 2001, cuando tenía cinco años, cantó su quinta canción, Schnappi, das kleine Krokodil, que en 2004 y 2005 acabó en lo más alto de las listas de éxitos en varios países, tras hacerse popular por primera vez a través de Internet.

## Álbumes
•Schnappi und Seine Freunde (2004)  
•Schnappi's Winterfest (2005)